# Éva Erdős
Éva Erdős (* 28. Juli 1964 in Budapest) ist eine ehemalige ungarische Handballspielerin, die dem Kader der ungarischen Nationalmannschaft angehörte.

## Karriere

### Im Verein
Erdős übte in ihrer Kindheit mehrere Sportarten aus und entschied sich letztendlich für das Handballspielen. Der erste Verein, dem sie angehörte, war Budapesti Spartacus SC. Erdős wurde in der Spielzeit 1989/90 mit 182 Treffern Torschützenkönigin der höchsten ungarischen Spielklasse. Im Jahr 1992 schloss sich die Außenspielerin dem Ligakonkurrenten Vasas Budapest an, mit dem sie in ihrer ersten Spielzeit die ungarische Meisterschaft gewann. In der Saison 1992/93 stand Erdős mit Vasas im Finale des Europapokals der Landesmeister sowie in der darauffolgenden Saison im Finale des Nachfolgewettbewerbs EHF Champions League, jedoch unterlag sie mit ihrer Mannschaft in beiden Endspielen gegen die österreichische Mannschaft von Hypo Niederösterreich. Nachdem die Rechtshänderin in der Saison 1998/99 für den französischen Verein AS Bondy aufgelaufen war, spielte sie später für die unterklassige ungarische Mannschaft Vecsés SE. Ihre letzten Spiele für Vecsés bestritt sie im Jahr 2013.

### In der Nationalmannschaft
Erdős gab im Jahr 1985 ihr Länderspieldebüt für die ungarische Auswahl gegen Österreich. Mit Ungarn gewann sie die Silbermedaille bei der Weltmeisterschaft 1995 sowie die Bronzemedaille bei den Olympischen Spielen 1996. Bis zum Jahr 1997 absolvierte sie 270 Länderspiele für die ungarische Nationalmannschaft, in denen sie 711 Treffer erzielte. Nach Marianna Nagy (281 Spiele) absolvierte Erdős die zweitmeisten Partien für Ungarn.